# 이상희 (아나운서)
이상희(1971년 10월 1일 ~ )는 대한민국의 아나운서이다. 이화여자대학교 수학과를 졸업한 뒤 KBS제주방송총국의 호남제주권에 입사한뒤 제주총국 소속으로 발령하여 근무하여 에서 처음으로 아나운서로서의 활동을 시작하였으며, 이후 iTV에 이직하여 입사하였다. 이후 iTV의 대표적인 뉴스 프로그램인 "iTV 뉴스10" 등을 진행하면서 인지도를 굳혀왔고, 2000년 "iTV 스포츠투나잇"을 통해 대한민국 최초의 여성 스포츠 뉴스 진행자로 활동했다. 그리고 2003년 iTV iFM "굿모닝 클래식"의 DJ를 맡았었고, 2004년에는 iTV "생방송 아이포유 5시"의 MC로도 활동했다. iTV가 문을 닫은 2004년 12월 31일 이후 다른 방송사에서 각종 스카우트 제의가 들어왔으나 모두 고사하고 경인지역 새 민영방송의 설립에 동참하는 등 iTV에 대한 강한 애착을 보였다. 이후 2007년 경인지역 새 민영방송의 설립이 OBS경인TV의 개국을 통해 현실화되자 OBS의 아나운서 팀장이 되었으며, 2007년 12월 27일 개국일부터 1년간 OBS의 대표 뉴스 프로그램인 "OBS뉴스 755"의 진행을 해왔다.
가족관계로는 남편인 같은 방송국의 홍종훈 프로듀서와는 1999년 8월 iTV 재직시절에 결혼하였으며, 2007년에 OBS에 동반 입사함으로써 OBS에서도 사내 직원 부부가 되었다. 결혼한 지 10년이 가까이 되었으나, 서로의 업무가 바빠 자녀는 현재 없다. KBS의 공채 33기 아나운서 엄지인과 얼굴이 닮았다. 

## 같이 보기
- 정지원
- 전용준